# エマヌエル・スヴェーデンボリ
エマヌエル・スヴェーデンボリ（Emanuel Swedenborg [ˈsvêːdɛnˌbɔrj] ( 音声ファイル), 1688年1月29日 - 1772年3月29日）は、スウェーデン王国出身の科学者・神学者・思想家。スウェーデンボルグ、スエデンボルグとも表記される。生きながら霊界を見て来たと言う霊的体験に基づく大量の著述で知られ、その多くが大英博物館に保管されている。スヴェーデンボリは貴族に叙された後の名。

## 生涯
父イェスペル・スヴェードバリ(Jesper Swedberg)は、ルーテル教会の牧師であり、スウェーデン語訳の聖書を最初に刊行した人物である。エマヌエルは、その次男としてストックホルムで生まれる。11歳のときウプサラ大学入学。22歳で大学卒業後イギリス、フランス、オランダへ遊学。28歳のときカール12世により王立鉱山局の監督官になる。31歳のとき貴族に叙され、スヴェーデンボリと改姓。数々の発明、研究を行ないイギリス、オランダなどへ頻繁に出かける。
1745年、イエス・キリストにかかわる霊的体験が始まり、以後神秘主義的な重要な著作物を当初匿名で、続いて本名で多量に出版し、出版で得た全報酬は寄付した。ただし、スウェーデン・ルーテル派教会をはじめ、当時のキリスト教会からは異端視され、異端宣告を受ける直前にまで事態は発展するが、王室の庇護により、回避された。イエス・キリストからの啓示をその僕として書き記す霊覚者への転向はあったものの、その後国会議員にまでなった。
スヴェーデンボリは神学の書籍の発刊を始めてから、しばしばイギリスに滞在した。1771年の夏にロンドンに旅し、その地で翌1772年3月29日に没した。

## 神学・神秘主義思想
スヴェーデンボリの神学論は伝統的な三位一体を「三神論（三人格を持った神が一つの神）」であるとして退けているが、「三一性」という考え方で、「父を意味する創造神、子を意味するイエス・キリスト（神人）、聖霊を意味するイエス・キリストの霊の働きという三つの性質が一つの人格神のうちにある」ということを認めている。また、伝統的なプロテスタント聖書主義と同じく「天地の創造神が、時空の観念を超え、イエス・キリストという人間となって救いのために降臨された」としている。
スヴェーデンボリが生前公開しなかった『霊界日記』において、聖書中の主要な登場人物使徒パウロが地獄に堕ちていると主張したり、ダビデを「ドラゴン」と呼び彼も地獄に堕ちているとしたり、同様にプロテスタントの著名な創始者の一人フィリップ・メランヒトンが地獄に堕ちたと主張した。だが、それらが書かれているのは、スヴェーデンボリがこの世にいながら霊界に出入りするようになった最初の時期にあたる非公開の日記であるため、スヴェーデンボリが自身で刊行した本の内容との相違点も若干見られる。主イエスの母マリアはその日記に白衣を着た天国の天使としてあらわれており、「現在、私（マリア）は彼（イエス）を神として礼拝している。」と発言している。
スヴェーデンボリが霊能力を発揮した事件は公式に二件程存在し、一つは、ストックホルム大火事件、もう一つはスウェーデン王室のユルリカ王妃に関する事件である。
スヴェーデンボリは聖書中に予言された「最後の審判」を1757年に目撃したと主張した。しかし、「世界の政治・宗教・神学上で、その年を境になんらかの変化が起こったとは言えないため安直である」と彼を批判する声もある。
スウェーデンボリによる霊界の描写は、現代人に起こる臨死体験と共通点が多いとされる。両者に共通する点は、広大なトンネルを抜ける体験や光体験、人生回顧や時空を超えた領域を訪れる体験などである。

## 自然科学

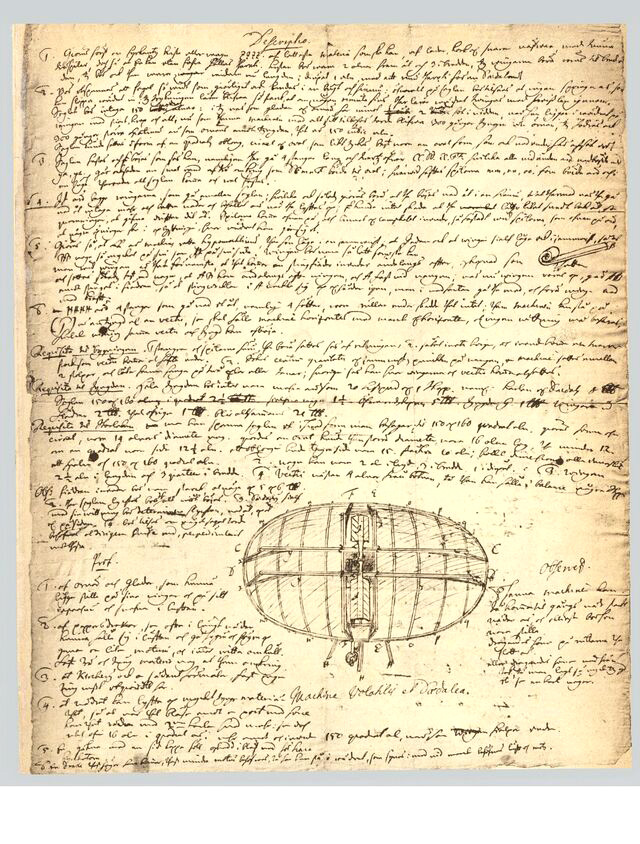
1714年のノートに残されたグライダーのスケッチ

スヴェーデンボリは当時、ヨーロッパ有数の学者として知られ、彼が精通した学問は、数学・物理学・天文学・宇宙科学・鉱物学・化学・冶金学・解剖学・生理学・地質学・自然史学・結晶学などである。結晶学についてはスヴェーデンボリが開拓者の一人である。
動力さえあれば実際に飛行可能と見られている飛行機械の設計図を歴史上はじめて書いたのはスヴェーデンボリが26歳の時であり、現在アメリカ合衆国のスミソニアン博物館に、この設計図が展示保管されている。
霊界では地球人の他に火星人や、金星人、土星人や月人が存在し、月人は月の大気が薄いため、胸部では無く腹腔部に溜めた空気によって言葉を発するなどと説き、いまだに未知なる部分も多い。

## 評価
スヴェーデンボリへの反応は当時の知識人の中にも散見され、例えば哲学者イマヌエル・カントは『視霊者の夢』中で彼について多数の批判を試みている。一方で、カントは限定的に「スヴェーデンボリの考え方はこの点において崇高である。霊界は特別な、実在的宇宙を構成しており、この実在的宇宙は感性界から区別されねばならない英知界である」（K・ ペーリツ編『カントの形而上学講義』から)と評価も下し、後のカントは「彼の不思議な能力の非常に多くが確実であり、彼は道理をわきまえ、礼儀正しく、隠しだてのない人物であり、学者である」と率直に語ったという。また、哲学者ラルフ・ワルド・エマソンは、スヴェーデンボリを霊的に巨大と評価し、他にフリードリヒ・シェリングの『クラーラ』など、スヴェーデンボリの霊的体験を扱った思想書も存在する。
また、ヘレン・ケラーは「私にとってスヴェーデンボリの神学教義がない人生など考えられない。もしそれが可能であるとすれば、心臓がなくても生きていられる人間の肉体を想像する事ができよう。」と発言し、他に影響を受けた著名人としては、ゲーテ、オノレ・ド・バルザック、フョードル・ドストエフスキー、ヴィクトル・ユーゴー、エドガー・アラン・ポー、ストリントベリ、ホルヘ・ルイス・ボルヘスなど挙げられ、特にバルザックは、その母親ともに熱心なスヴェーデンボリ神学の読者であった。
スヴェーデンボリは著作『結婚愛』の中で未婚の男性の買春、すなわち必要悪としての公娼がいる現状を消極的に認める記述をしている。基本的にスヴェーデンボリは不倫などの「姦淫」を認めておらず、一夫多妻制などは、キリスト教徒の間では許されないとその著述に書いている。しかし、これらは多くの近代国家の法律として広く認められ成立していることでもあり、彼だけに特有な考え方ではない。
日本においては、仏教学者、禅学者の鈴木大拙がスヴェーデンボリから影響を受け日本語訳を行い、明治42年から大正4年まで数年間にスヴェーデンボリ『天国と地獄』ほか主要な著作を出版している。没後出版された『鈴木大拙全集』（岩波書店）に、スヴェーデンボリの日本語訳は収録している。
ニューエイジ運動関係者、神道系の信者らの中にある程度の支持者層があり、その経典中で言及されることも多く、キリスト教関係者では、内村鑑三や賀川豊彦もスヴェーデンボリの著作物を読んでいる。
一方で、東京神学校助教授・牧師の尾形守は、『ニューエイジムーブメントの危険』の中で、キリスト教的には異端、思想的にはニューエイジムーブメントのはしりとしてスヴェーデンボリの千里眼事件を批判的に紹介し、「霊だからといって、みな信じてはいけません、それが神からのものかどうか試しなさい」（Ⅰヨハネ4‐1）、「あなたがたは霊媒や口寄せに心を移してはならない。彼らを求めて、彼らに汚されてはならない。」（レビ記19・31）等、新約聖書の字句を引用して、こうした傾向全体をキリスト教的には不健全で危険な発想と評し、悪霊による影響の可能性を指摘している。
また、米国の福音派キリスト教弁護団体であるCARMは、スヴェーデンボリを危険な非キリスト教的神秘主義であると評し、その特徴として、三位一体やキリスト教で言う聖霊の働き、キリストの十字架の贖罪の否定を挙げている。
しかし、19世紀の早期、イギリス国教会の教区牧師ジョン・クルーズは、スヴェーデンボリの著作を直ちに受け入れ、説教の中で会衆に自ら読むように熱心に勧めており（『スヴェーデンボリの主張』フランク・Ｓ・ローズ著より）、このように、既存教派の中にも支持者は実在している。
なお、思想体系としての現代への影響を見るなら、このスヴェーデンボリとメスメルの思想を背景として、19世紀にはスピリチュアル思想が起こり、これはブラヴァツキー夫人の霊媒論や神智学と相互に影響を授受し合いながら、現代のさまざまなオカルトや新しい宗教の源泉となった。
しかし、スヴェーデンボリの著作に実際に記されているのは、聖書ヤコブの手紙等にあるように、「唯一なる神に心を向け、観念の遊戯や思い込みでなく、聖霊の力を借りた隣人愛の実践、不倫などの悪を罪・害悪として避けること、誠実に人と接し、仕事や役立ちに熱心に取り組むこと」であり、世で噂されている現実から乖離した狂人・変人、オカルティスト、神秘主義者などではない、とされる。
り、新エルサレム教会（新教会 The New Church とも）を創設した。新エルサレム教会はイギリスやアメリカに現存し、日本においても東京の世田谷区に存在する。また、別系統の団体としてジェネラルチャーチというグループが存在し、日本では東京グループが活動している。
日本キリスト教団の沖縄における前身である沖縄キリスト教会では、スウェーデンボルグ主義の影響を受けた牧師が、戦後になって教団統一の信仰告白文を作ろうとしたところ、沖縄インターボード委員会(Okinawa Interboard Committee, OKIB)派遣の宣教師から異端として撤回をせまられた。その際、教会への経済的援助の打ち切りを持ち出されたため、沖縄キリスト教会は、止むなく、この信仰告白を撤回させされるような事件も起きている。
なお、スヴェーデンボリの著作を主に出版するところとして、日本ではアルカナ出版があり、2006年にそこの主筆・翻訳者が逝去したが、出版社は逝去・死去したとは書かず、霊界入りしてしまった、とホームページに表記して事実を伝えた。

## フリーメーソン
また、フリーメーソンリーの友愛組合の一つとして、スヴェーデンボリ教義が存在する。これはスヴェーデンボリの教えを基に設立された、とされており、その組織は徒弟、職工仲間、新しい親方、光輝な神智論者、青の兄弟、赤の兄弟、の計6つの位階からなる。
1773年、Thorn侯爵によってアヴィニョンに設立され、当初は当時のフリーメーソンリーの悪評に対する権利を主張する目的を持った政治色のある組織であったが、最初の10年のうちに廃れてしまった。
1870年になるとこの儀礼はヘルメス主義組織として復活したが、1908年頃には次第に衰退をしていった。1982年にこの儀礼の免状は、大英博物館の居室において英国メーソンのデズモンド・バークによって、メーソンの作家であるミケーレ・モラマルコに伝達され、彼はそれをアンティコ・リト・ノアキタというイタリア儀礼の伝統の復古したような形に再編集した。
またスウェーデンにおいても、スヴェーデンボリの思想は、セーデルマンランド男爵に大きな影響を与え、彼は現地のフリーメーソンリー(Svenska Frimurare Orden)のグランドマスターとして、独自の位階制度を作り、その儀典を執筆した。
しかし、スヴェーデンボリの主要著作には、フリーメーソンに関する記述は一切ないのが事実であり、誹謗中傷の人物評と同様、誤解されていることも多い。
- 『天界と地獄』柳瀬芳意訳 静思社 1962
- 『天界とその驚異及び地獄』柳瀬芳意訳 静思社 1962
- 『真のキリスト教』鳥田四郎訳 新教会 1972
- 『真の基督教2』柳瀬芳意訳 静思社 1984
- 『神の摂理』柳瀬芳意訳 静思社 1985
- 『スウェーデンボルグの霊界日記 死後の世界の詳細報告書』高橋和夫訳編 たま出版 1992
- 『スウェーデンボルグの惑星の霊界探訪記』高橋和夫訳編 たま出版 1993
- 『スウェーデンボルグの夢日記』鈴木泰之訳 たま出版 1995
- 『天界と地獄』高橋和夫編訳 春秋社 1997
- 『霊界日記』高橋和夫訳編 角川ソフィア文庫 1998
- 『天界と地獄』宮崎伸治訳 ミヤオビパブリッシング（宮帯出版社） 2012

## 関連書籍
- A.アクトン『転身期のスウェーデンボリ』未来社 1987 (フィロソフィア双書）
- ロビン・ラーセン『エマヌエル・スウェーデンボルグ 持続するヴィジョン』春秋社 1992
- ヒューゴ・オドナー 他『スウェーデンボルグの創造的宇宙論』高橋和夫編訳 めるくまーる 1992
- 高橋和夫『スウェーデンボルグの思想 科学から神秘世界へ』講談社現代新書 1995
- 高橋和夫『スウェーデンボルグの宗教世界 原宗教の一万年史』人文書院 1997
- ジョージ・ドール『スウェーデンボルグ神学に学ぶ』大賀睦夫訳 日本スウェーデンボルグ協会 1998
- 瀬上正仁『明治のスウェーデンボルグ 奥邃・有礼・正造をつなぐもの』春風社 2001
- フレーア・H.フィッツパトリック『スウェーデンボルグ小伝 探求の旅路 歴史小説』松本士郎訳 アルカナ出版 2002
- 瀬上正仁『仏教霊界通信 賢治とスウェーデンボルグの夢』春風社 2003
- 横山信行『エマニエル・スウェーデンボルグの霊学思想及霊魂観について 本田親徳との比較研究』顕神本会 2003
- 日本スウェーデンボルグ協会編『スウェーデンボルグを読み解く』春風社 2007
- 高橋和夫、塚田幸三『いのちの声を聞く 海人/奥邃/ヘレン・ケラー/スウェーデンボルグ/フランクル/シュタイナー』ホメオパシー出版 2008
- 高橋和夫『スウェーデンボルグの「天界と地獄」 神秘思想家の霊的世界を解き明かす』PHP研究所 2008
- 神保慶明『世界一わかりやすい！大科学者スウェーデンボルグの天国と地獄Ｑ＆Ａ』いのちの光パブリッシング　2019
- Yoshiaki Jimbo『FAQ of “Heaven and Hell” -The easiest guide to the work of Swedenborg, the great scientist-』Ray of Life Publishing　2020
- 神保慶明『世界一わかりやすい！大科学者スウェーデンボルグの結婚愛Ｑ＆Ａ』いのちの光パブリッシング　2021